# Debach
Debach – wieś w Anglii, w hrabstwie Suffolk. Leży 13 km na północny wschód od miasta Ipswich i 120 km na północny wschód od Londynu.